# Jacques Fabien Gautier Dagoty

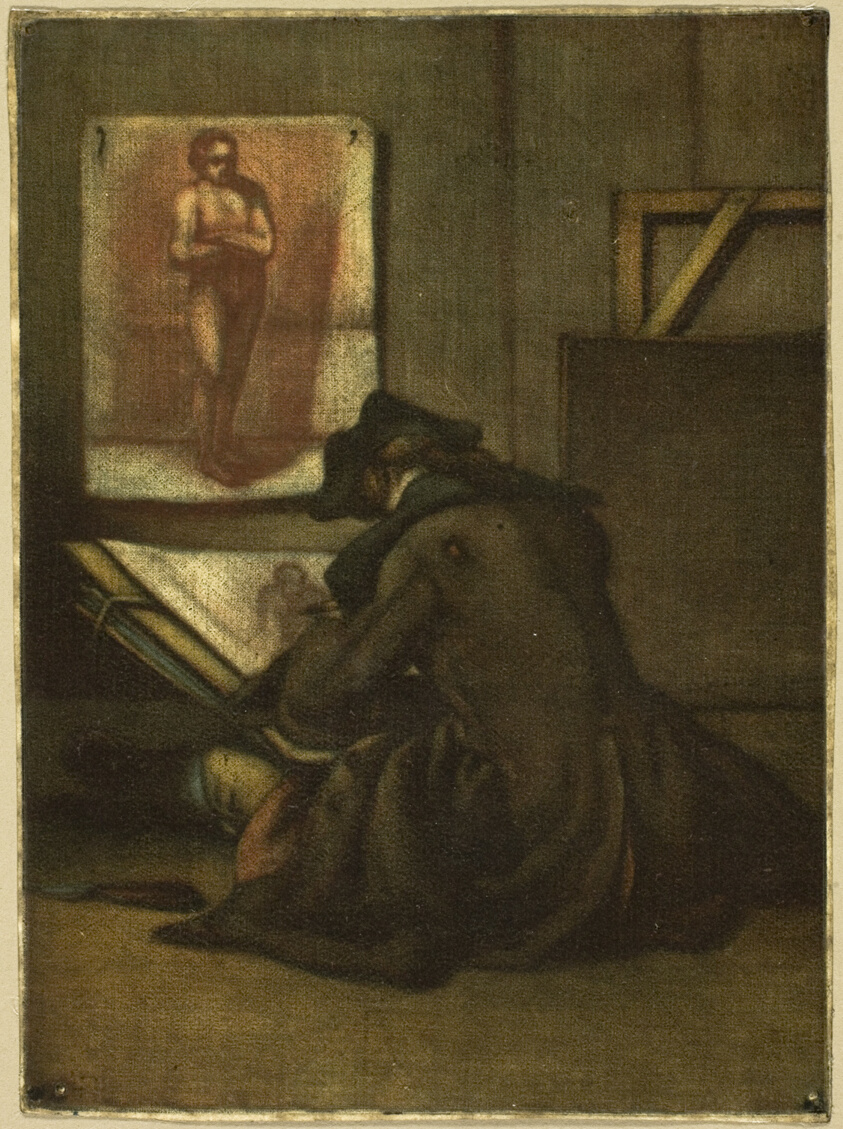
De jonge tekenaar (1743), naar Jean-Baptiste Siméon Chardin (French, 1699-1779) Art Institute of Chicago

Jacques Fabien Gautier Dagoty (of ook Gautier d'Agoty) (Marseille, 1716 - Parijs, 1786) was een Frans anatomist, schilder en gespecialiseerd in anatomische meerkleurige prenten met een karakteristieke donkergroene achtergrond in de mezzotint-techniek.

## Biografie
In 1736 verhuist Jacques-Fabien Gautier (Dagoty is een latere toevoeging)  naar Parijs om er zijn geluk te beproeven in de meerkleurendrukprenten voor medische studenten; de vierkleurendruk  was in 1737 voor het eerst toegepast door Jan Ladmiral (1698-1773) in een editie van Albinus.
Hij treedt in 1738 even toe tot het atelier van de bekende kleurendrukgraveur Jacob Christoph Le Blon (1667-1741) maar gaat al snel zijn eigen weg. In 1745 vat hij het plan op om zijn kleurenprenten als referentie te doen gelden voor geneeskundestudenten. Hij zet hiervoor een samenwerking op met Jacques-François-Marie Duverney (1661-1748), een docent in anatomie.  Na de dood van Duverney werkt hij samen met Antoine Mertrud (gestorven 1767)
Na de dood van Le Blon betwisten zowel Ladmiral als Gautier het patent van Le Blon. Uiteindelijk slaagt de zeer trotse en zelfingenomen Gautier erin om een patent te verwerven over de drie- en vierkleurendruk, dat eerder toebehoorde aan Le Blon. Het toevoegen van een vierde (zwarte) kleur wordt niet als een originele vondst beschouwd.
Hij was vader van vijf zonen: Jean-Baptiste, Honoré-Louis, Jean-Fabien, Édouard and Arnauld-Éloi. Allen traden ze in de voetsporen van hun vader.
In het midden van de 18e eeuw slaagt hij (en zijn vijf zonen kunstenaars) erin  een invloedrijke plaats te verwerven in de Parijse wereld van medische publicaties. Zo  levert hij kleurplaten voor de periodieken Mercure de France, Observations physiques, Observations sur histoire naturelle, Obervations sur la peinture, en Journal de Monsieur.
Hij slaagde erin om in de belangstelling te blijven door o.m. zijn eigen brieven  aan de Royal Society of London te publiceren. Zeker tot 1779 slaagt hij erin zichzelf te associëren met de uitvinding van de vier-kleurendruk, na een levenslange strijd met de aanspraken van de Le Blon-clan inzake driekleurendruk-prenten.
Kort na zijn dood in 1785 verdwijnen de kleurendruk-actviteiten van de familie.

## Bibliografie

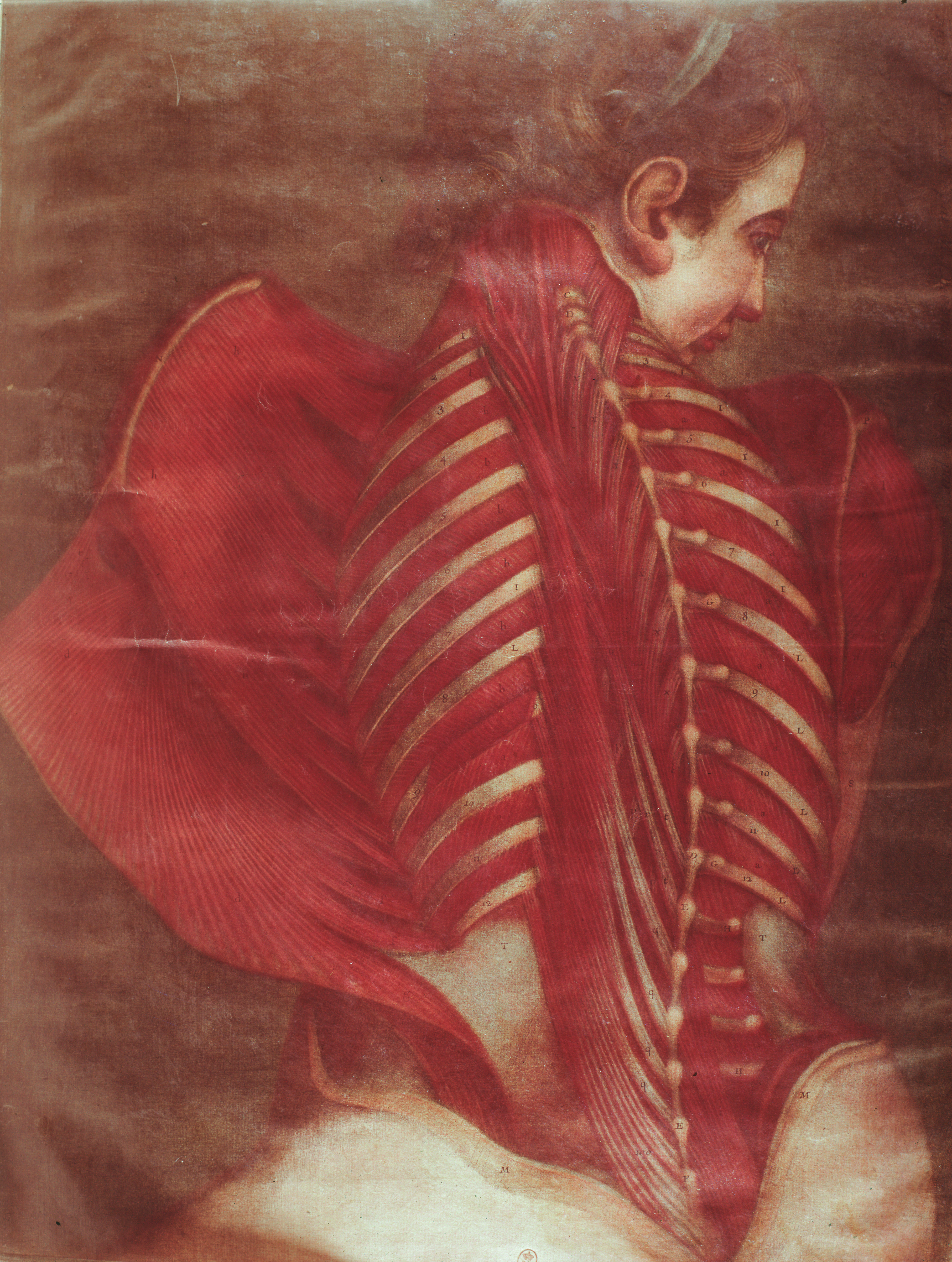
Femme vue de dos, disséquée de la nuque au sacrum (1745)

## Reputatie
Zijn reputatie was niet onverdeeld positief.
De Duitse arts Johann Ludwig Choulant (1791-1861) schreef in 1852 over hem:

Hoewel zijn anatomische illustraties misschien fascinerend zijn voor de leek... maken ze indruk op de kritische waarnemer met hun arrogantie en charlatanerie en zijn ze niet aan te bevelen aan de anatomiestudent, noch voor hun nauwkeurigheid, noch voor hun techniek

Goethe reageerde op zijn weerlegging van Newtons kleurentheorie met een artikel, waarin hij hem  beschreef als .... actief, snel, impulsief, begaafd, maar agressief en belust op sensatie

actief, snel, impulsief, begaafd, maar agressief en belust op sensatie

## Galerij

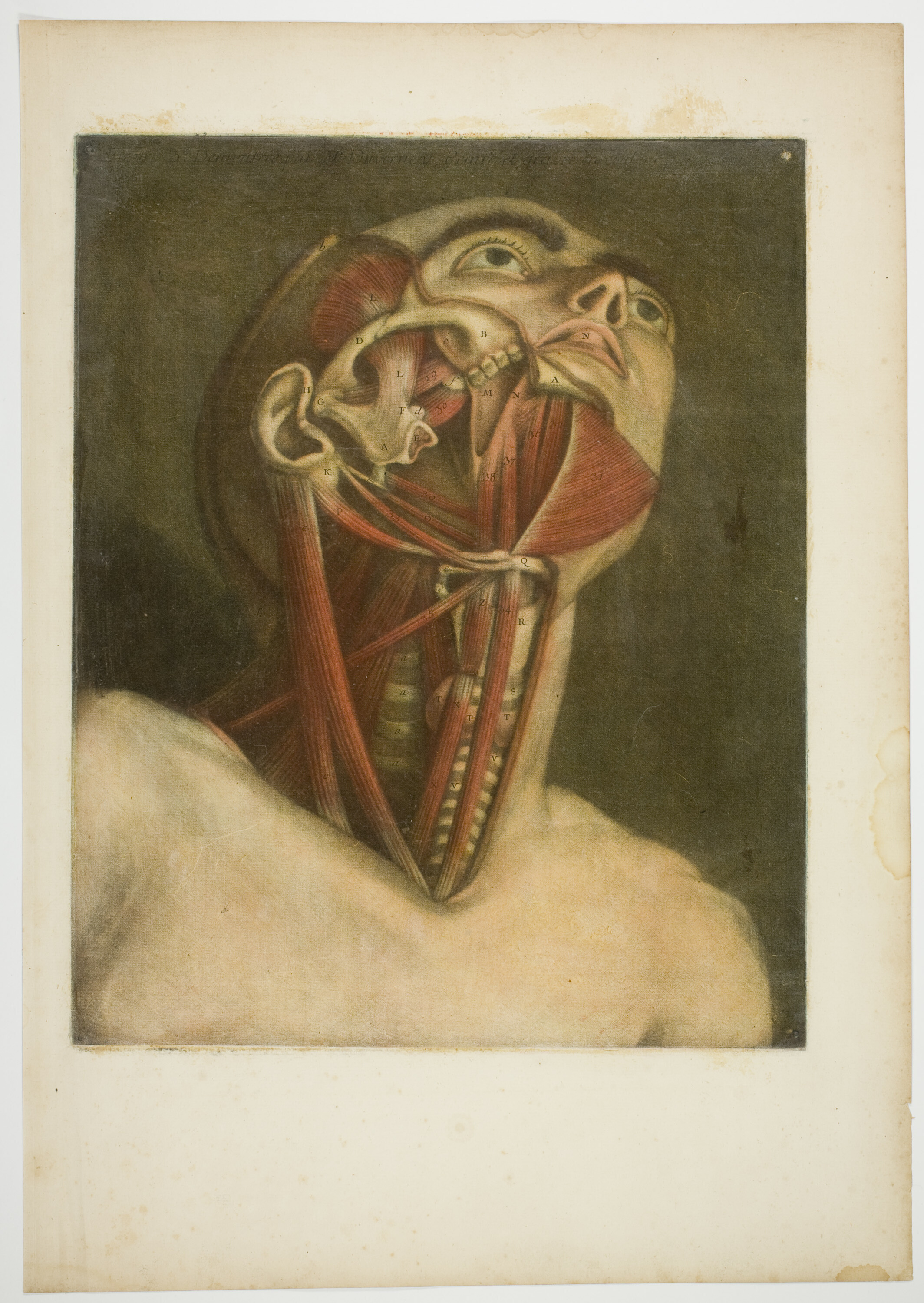
Nekspieren, plaat 3 uit 'Complete musculatuur op ware grootte en kleur', (1746), Art Institute of Chicago, Ref. 2013.535
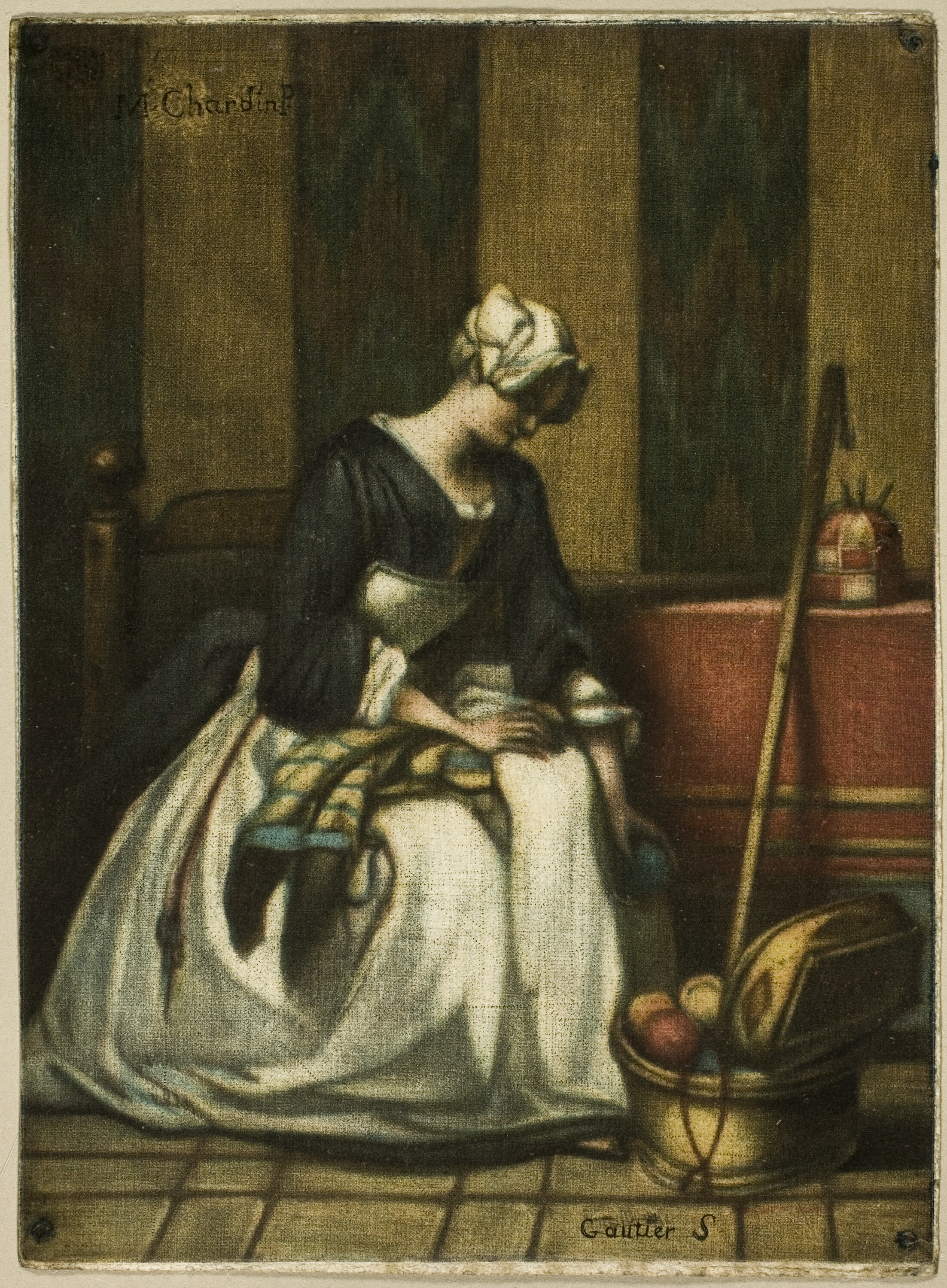
De tapijtweefstser (1743), naar een schilderij van Jean-Baptiste Siméon Chardin
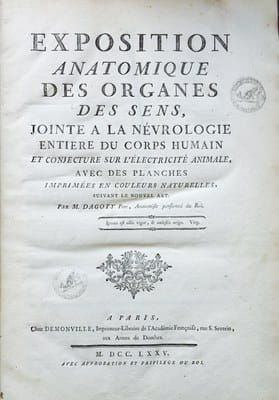
Voorblad van zijn publicatie 'Exposition anatomique des organes des sens', 1775
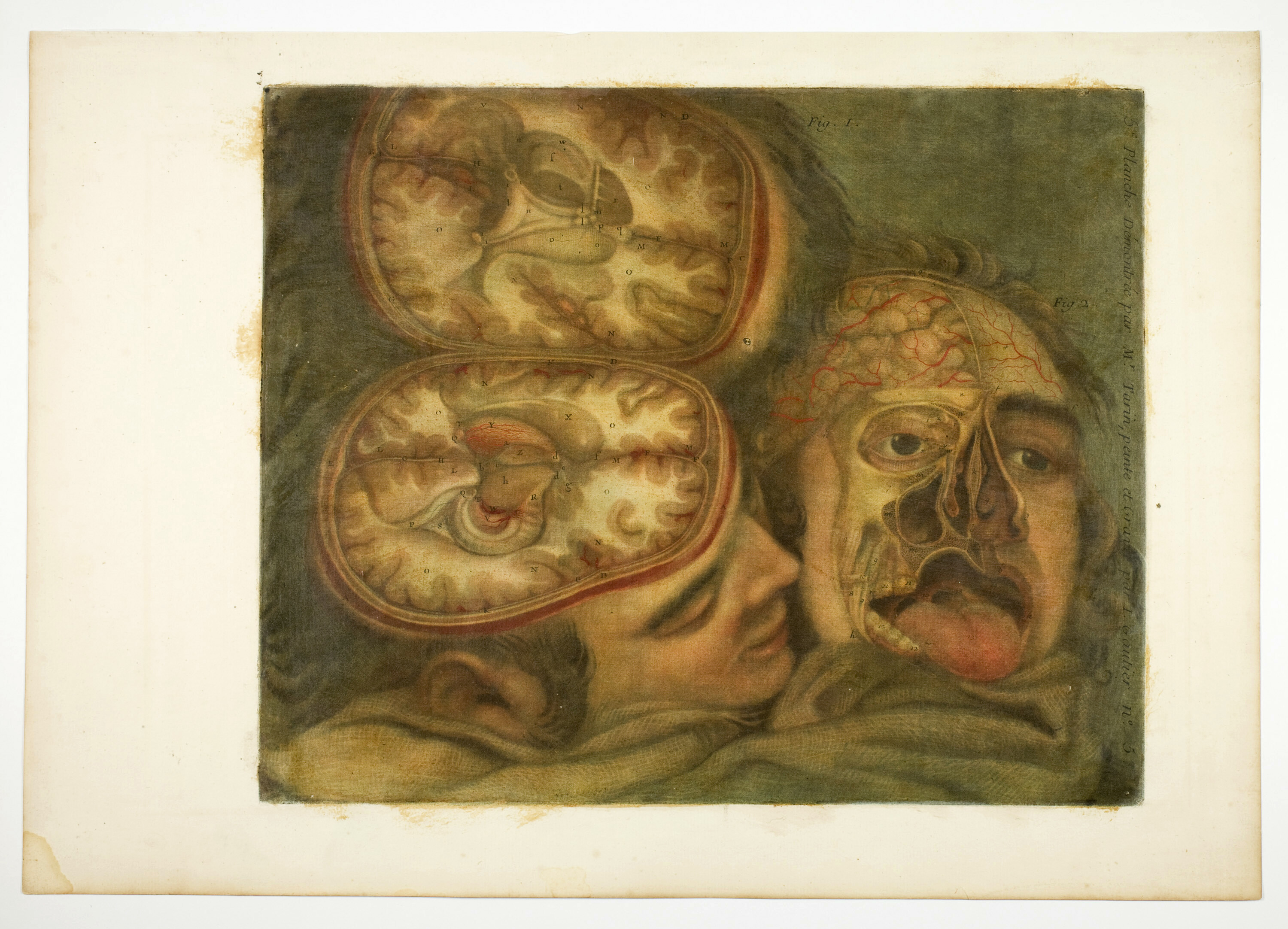
Dissectie van het menselijk hoofd, plaat 5 uit Anatomie van het menselijk lichaam, 1746, Art Institude of Chicago, Ref. 2013.536
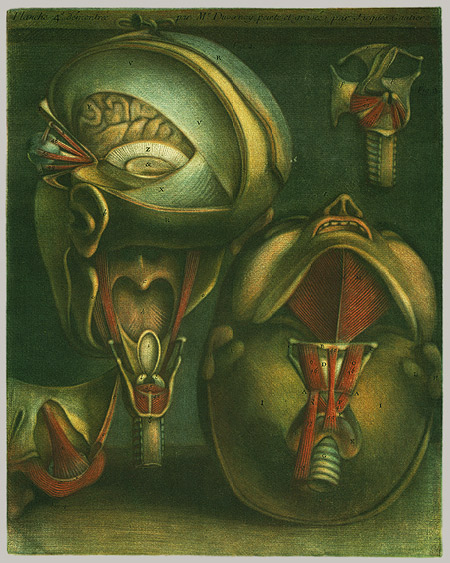
Spieren van het hoofd, uit Muologie complète en couleur et grandeur naturelle (1746)